# Småtjärnarna (Jörns socken, Västerbotten)
Småtjärnarna är en sjö i Skellefteå kommun i Västerbotten och ingår i Kågeälvens huvudavrinningsområde.